# Agna
Agna é uma comuna italiana da região do Vêneto, província de Pádua, com cerca de 3.157 habitantes. Estende-se por uma área de 18 km², tendo uma densidade populacional de 175 hab/km². Faz fronteira com Anguillara Veneta, Arre, Bagnoli di Sopra, Candiana, Cavarzere (VE), Cona (VE), Correzzola.

## Demografia
| Variação demográfica do município entre 1861 e 2011                               |
|                                                                                   |
| Fonte: Istituto Nazionale di Statistica (ISTAT) - Elaboração gráfica da Wikipedia |